# Batalha do Neurônio
A Batalha do Neurônio é um coletivo cultural e um dos exemplos de evento do tipo Batalha de Rap do Brasil, no formato de conhecimento, e um representante do Hip Hop Brasiliense. Essas batalhas são realizadas regularmente, com frequência mensal, na Praça do Cidadão da Ceilândia em Brasília, Distrito Federal, Brasil. Além de ser uma opção de lazer cultural para a juventude, as batalhas de rimas são espaços que contribuem para disseminar debates sobre temas essenciais, como sustentabilidade, cidadania, responsabilidade social, racismo, homofobia, preconceitos, entre outros.

## História
A Batalha do Neurônio foi criada em 2012 pelo Emtee Beats e o Gerson Macedo de Oliveira (Zen Mc) na Vila Planalto. Inicialmente, a Batalha do Neurônio era conhecida como Raciocínio RAPido e foi a primeira batalha de rimas improvisadas a utilizar o formato de temas/conhecimento nas sessões de Freestyle em Brasília. Logo, utilizando como referência a Batalha do Conhecimento do Rio de Janeiro, que foi criada pelo MC Marechal. Pode-se observar que a Batalha do Neurônio é um evento cultural independente criado por MC’s de Brasília, sendo que a proposta do evento é a realização periódica de batalhas de rimas improvisadas nos moldes da Batalha do Conhecimento que consiste num duelo de rimas entre MCs acerca de temas propostos pela própria plateia. Em Maio de 2012, foi realizada a primeira edição da Batalha do Neurônio na praça Nelson Corso, na Vila Planalto, idealizada pelo Zen Mc e o Emtee. MC Naui passou a colaborar na organização logo em seguida. Entre maio e dezembro do ano de 2012, 8 edições foram realizadas lá, todas filmadas pela Vato Videos. Depois das duas primeiras edições do evento Raciocínio RAPido, foi formado um coletivo para cuidar do projeto, entre os quais Biro Ribeiro e Nauí Paiva abraçaram o projeto e modificaram o nome de Raciocínio RAPido para Batalha do Neurônio. Após um hiato de seis meses, a batalha voltou a ser realizada em julho de 2013, em uma nova localidade, no Taguaparque em Taguatinga, na marquise da administração do parque. A batalha aconteceu no Taguaparque até ser alterada para a Praça do Cidadão na Ceilândia.
Na atualidade, o principal organizador e cuidador da Batalha do Neurônio, é o MC Biro Biro. O evento visa auxiliar a comunidade brasiliense utilizando a arte como um meio de comunicação e agregação social.
Muitas vezes, jovens estão sujeitos à violência, o Rap e o Hip-Hop se tornaram instrumentos para retirar esses jovens do ambiente de criminalidade no Distrito Federal e no entorno. A Batalha de Neurônio, valoriza os artistas e colaboradores do Hip Hop Brasiliense.

## Modo de Funcionamento
Basicamente, a proposta da batalha era se tornar a primeira batalha de conhecimento periódica de Brasília. As batalhas de conhecimento diferem das chamadas batalhas de sangue. No conhecimento (modelo de batalha idealizado no Rio de Janeiro por MC Marechal) os MCs rimam acerca dos temas propostos pela própria plateia, sendo levado em conta todo e qualquer tema que os espectadores sugerirem. A mesma platéia que tem o poder de decidir o vencedor do duelo, analisando o domínio de conteúdo dos temas propostos por parte dos rimadores entre outros aspectos, como flow, desenvoltura, carisma, etc. Em muitas batalhas há também a presença de jurados que também possuem o poder de votação do vencedor da batalha.

## DJs
A Batalha do Neurônio trabalha em parceria com diversos DJs e beatmakers, que ficam responsáveis pelos beats e instrumentais utilizados durante as batalhas e sessões de rimas improvisadas. Muitas vezes, os DJs também tocam músicas para animar a plateia durante os intervalos da batalha.
O beatmaker mais ativo da Batalha do Neurônio, foi o Emtee, que participou de diversas edições e eventos de 2012 até 2016. Durante essa época, o Emtee tocava beats de ritmos musicais variados de Hip Hop que muitas vezes combinavam de forma adequada com os temas propostos pela plateia durante as batalhas de MCs.

## Projetos Sociais
Além das batalhas de rimas, a Batalha do Neurônio também promove nos eventos realizados no Taguaparque, shows de artistas locais ligados à cultura Hip-Hop e apresentações/intervenções poéticas.
A Batalha do Neurônio passou então a receber convites para intervenções culturais nos mais diversos locais, como escolas públicas e particulares, faculdades, universidades, shoppings, abrigos e creches públicas, instituições de ressocialização e unidades de internação, congressos e conferências nacionais. Logo, a Batalha do Neurônio esteve presente em eventos de grande porte como TedX na UnB, ENEJ (Encontro Nacional dos Empresários Juniores), The Street Store Brasília, FECUCA (Festival de Curtas da Faculdade de Comunicação), 32a Feira do Livro de Brasília, Festival Encontro de Mc’s em Juiz de Fora – MG, Conferência Conjunta de Direitos Humanos, Taça das Quebradas, Abramente, IV Mostra de atenção Básica a Saúde, entre outros.
Durante esse período, também foram organizadas três edições do Rap Solidário, que é um evento sem fins lucrativos, beneficente, com o intuito de arrecadar alimentos e agasalhos para creches públicas localizadas em comunidades carentes do Distrito Federal e entorno. Existe também uma parceria com o projeto Espalhe Palavras, que visa o acesso e a disseminação de literatura e poesia, sendo que foram efetuadas doações de livros e gibis nesses locais. Também existia o Rapgol, torneio beneficente de futebol de salão, também idealizado com o objetivo de arrecadação de mantimentos para diversas doações. A Batalha do Neurônio identificou a oportunidade de demonstrar o potencial da cultura Hip Hop e das rimas de improviso em todo e qualquer ambiente, para todo e qualquer público. Nas batalhas são abordados os mais diversos temas e há uma interação marcante com o público, que participa de maneira ativa da batalha e fornece sua opinião com frequência. Pode-se notar que a meta da Batalha do Neurônio é continuar conquistando novos espaços nos mais variados eventos e instituições e seguir na rua, promovendo ocupação de espaços públicos com cultura, música, poesia e Hip Hop. Um dos objetivos do coletivo Batalha do Neurônio é de levar a cultura das rimas de improviso para públicos variados, em escolas, faculdades, centros de ressocialização, unidades de internação, abrigos, creches, festas, shows, convenções, feiras e congressos. Além dos duelos, a Batalha do Neurônio promove oficinas de rimas e ações beneficentes de doações de livros e gibis para promoção da literatura. Para democratizar o acesso à cultura para pessoas que não tem condições financeiras, a Batalha do Neurônio investe na ocupação do espaço público, com arte e cultura, difundindo, em eventos gratuitos, os elementos e ideais do hip hop. As atividades promovidas pelo grupo servem como palco para artistas independentes mostrarem seus trabalhos, muitas vezes em pocket shows, no espaço “microfone aberto”.

## Pandemia
Antes da Pandemia de COVID-19, os eventos da Batalha do Neurônio estavam ocorrendo mensalmente em Taguatinga.

## Ligações Externas
- Batalha do Neurônio em Instagram
- Batalha do Neurônio em Facebook